# Oleg Makarow
Oleg Grigorjewicz Makarow, ros. Олег Григорьевич Макаров (ur. 6 stycznia 1933 w mieście Udomla, obwód kaliniński, zm. 28 maja 2003 w Moskwie) – inżynier-mechanik, kosmonauta radziecki, Lotnik Kosmonauta ZSRR.

## Wykształcenie
- 1951 – ukończył szkołę średnią w mieście Rowno,
- 1957 – został absolwentem Wyższej Szkoły Technicznej im. N. E. Baumana i otrzymał tytuł magistra inżyniera mechanika. Po studiach rozpoczął pracę w biurze konstrukcyjnym Siergieja Korolowa (OKB-1). Brał udział w pracach nad konstruowaniem załogowych statków kosmicznych serii Wostok i Woschod.
- 1961 – 1962 – uczestniczył w pracach nad statkiem kosmicznym typu Sojuz.
- 1964 – 1965 – kierował grupą inżynierów projektujących systemy i wyposażenie do statku księżycowego oznaczanego jako 7K-ŁOK (7К-ЛОК).
- kwiecień 1966 – był szefem działu projektowego pracującego nad statkiem księżycowym 7K-Ł1 (7К-Л1)
- 1980 – obronił pracę doktorską.

## Kariera kosmonauty
- 1962 – 1963 – przechodził wstępne szkolenie jako jeden z potencjalnych cywilnych kandydatów (wszyscy byli z wykształcenia inżynierami) na kosmonautę Biura Konstrukcyjnego Korolowa OKB-1 (ОКБ-1).
- 1964 – był jednym z 14 kandydatów starających się o udział w charakterze kosmonauty-badacza w locie kosmicznym trzymiejscowego statku Woschod 1. Do lotu nie dopuściła go komisja medyczna.
- 1965 - razem z 11 innymi inżynierami OKB-1 (obecnie biuro konstrukcyjne „Energia”) przeszedł, w ramach kwalifikacji do grupy kosmonautów, wszystkie etapy badań w Instytucie Problemów Medyczno – Biologicznych.
- 23 maja 1966 – został wybrany do grupy kosmonautów - inżynierów biura konstrukcyjnego „Energia”.
- 1967 – styczeń 1970 – uczestniczył w przygotowaniach do radzieckiego lotu kosmicznego na Księżyc. Początkowo w ramach programu lotu wokół księżyca na statku kosmicznym 7K-Ł1 jako drugi pilot w załodze z Aleksiejem Leonowem. Później również w załodze z Aleksiejem Leonowem a od czerwca 1968 z Walerijem Bykowskim szkolił się do lotu w ramach programu N1-Ł1 (jako pilot orbitalnego statku księżycowego).
- marzec 1970 – październik 1971 – przygotowywał się do lotu na pokładzie statku kosmicznego Sojuz w ramach programu Kontakt (lot na orbicie okołoziemskiej i wypróbowanie systemu dokowania dwóch statków kosmicznych misja w ramach programu księżycowego). Początkowo jego partnerem w załodze był Gieorgij Dobrowolski a od 1970 Wasilij Łazariew. Do lotu jednak nie doszło z uwagi na przerwanie programu.
- październik 1971 – lipiec 1972 – przygotowywał się do lotu w charakterze inżyniera pokładowego w ekipie dublerów pierwszej załogowej wyprawy na DOS-2 (długotrwała stacja kosmiczna) oraz podstawowej załodze drugiej misji załogowej na tę stację (wraz z Wasilijem Łazariewem). Loty zostały jednak odwołane z powodu awarii rakiety nośnej Proton podczas startu stacji na orbitę w dniu 29 lipca 1972.
- sierpień – wrzesień 1972 – wspólnie z Wasilijem Łazariewem przygotowywał się do doświadczalnego autonomicznego lotu na zmodyfikowanym statku Sojuz. Obaj byli dublerami pierwszej załogi. Lot został jednak odwołany.
- październik 1972 – kwiecień 1973 – ponownie z Wasilijem Łazariewem przygotowywał się do lotu na DOS 3 (Salut). Byli dublerami pierwszej załogi jaka miała udać się na stację oraz członkami drugiej podstawowej załogi. Loty zostały odwołane, ponieważ na orbicie stacja Salut uległa awarii, która uniemożliwiła realizację misji załogowych (oficjalnie obiekt otrzymał nazwę Kosmos 557).
- lipiec 1973 – został inżynierem pokładowym podstawowej załogi eksperymentalnego lotu zmodyfikowanego statku kosmicznego Sojuz 12.
- 27 – 28 września 1973 – uczestniczył w locie statku kosmicznego Sojuz 12.
- 1973 – 1974 - przygotowywał się do lotu na stacji kosmicznej Salut 4 w charakterze inżyniera pokładowego. Razem z Wasilijem Łazariewem stanowili załogę dublerów dla pierwszej stałej misji na tę stację oraz podstawową załogę drugiej stałej wyprawy.
- 10 stycznia 1975 – był dublerem Georgija Grieczki – inżyniera pokładowego Sojuza 17, pierwszej stałej załogi stacji kosmicznej Salut 4. Później przygotowywał się do lotu w podstawowej załodze statku Sojuz 18 razem w Wasilijem Łazariewem.
- 5 kwietnia 1975 – podczas startu rakiety nośnej z kapsułą Sojuza 18 (lot oznaczono później jako Sojuz 18-1) awarii uległ drugi stopień rakiety nośnej. Statek kosmiczny w związku z tym nie osiągnął zaplanowanej orbity i Wasilij Łazariew oraz Oleg Makarow po trajektorii balistycznej powrócili na Ziemię.
- 1977 – jeszcze raz z Wasilijem Łazariewem był w jednej z załóg, które przygotowywały się do krótkotrwałego lotu na stację kosmiczną Salut 6. Po nieudanej misji statku Sojuz 25 wszystkie przygotowywane wcześniej załogi zostały rozformowane.
- jesień 1977 – razem z Władimirem Dżanibekowem rozpoczął przygotowania do pierwszego krótkotrwałego lotu załogowego (ЭП-1) na stację Salut 6.
- 10 – 16 stycznia 1978 uczestniczył w locie kosmicznym statku Sojuz 27.
- jesień 1978 – lato 1979 – wspólnie z Leonidem Kizimem, w załodze dublerów, przygotowywał się do eksperymentalnego lotu na nowym typie statku kosmicznego – Sojuzie T. Ostatecznie po kolejnej zmianie programu lotów statek poleciał w kosmos w wariancie bezzałogowym.
- 5 czerwca 1980 – razem z Leonidem Kizimem był w załodze dublerów podczas startu do lotu statku Sojuz T-2
- czerwiec – listopad 1980 – wyznaczono go do podstawowego składu misji Sojuza T-3. Razem z nim w załodze znaleźli się: Leonid Kizim oraz Konstantin Fieoktistow (w październiku 1980 zastąpiony został przez Giennadija Striekałowa).
- 27 listopada – 10 grudnia 1980 – uczestniczył w locie kosmicznym Sojuza T-3, której zadaniem było przeprowadzenie remontu stacji kosmicznej Salut 6.
- 7 kwietnia 1986 – opuścił oddział kosmonautów.

## Loty załogowe
- „Sojuz 12”

27 września 1973 wystartował w kosmos na pokładzie statku Sojuz 12. Dowódcą wyprawy był Wasilij Łazariew, natomiast Oleg Makarow pełnił funkcję inżyniera pokładowego. Był to pierwszy lot orbitalny zmodyfikowanego statku Sojuz, który po tragicznie zakończonym locie Sojuza 11 uległ istotnej modyfikacji zwiększającej bezpieczeństwo załogi. W czasie lotu wypróbowano również nowe kombinezony „Sokoł” (Сокол). 29 września 1973 kosmonauci pomyślnie wylądowali w odległości około 400 km od Karagandy.
- "Sojuz 18-1"

5 kwietnia 1975 na pokładzie statku kosmicznego Sojuz, w kierunku stacji kosmicznej Salut 4, wystartowała druga stała załoga: dowódca Wasilij Łazariew oraz inżynier pokładowy Oleg Makarow. W czasie startu nastąpiła awaria drugiego stopnia rakiety nośnej i kapsuła z kosmonautami nie weszła na zaplanowana orbitę. Kosmonauci po uzyskaniu maksymalnej wysokości ponad 190 km po trajektorii balistycznej szczęśliwie powrócili na Ziemię w rejonie gór Ałtaju. W czasie operacji lądowania obaj zostali poddani ogromnemu przeciążeniu sięgającemu 18G (niektóre źródła podają, że przeciążenie przekroczyło 20G). Później lot otrzymał oznaczenie Sojuz 18-1.
- „Sojuz 27”

10 stycznia 1978 wystartował w kosmos Sojuz 27. Był to drugi lot załogowy na stację kosmiczną Salut 6. Misja trwała krótko, później załogi, które uczestniczyły w tego typu wyprawach nazywano „załogami odwiedzającymi.
Dowódcą statku kosmicznego Sojuz 27 był Władimir Dżanibekow. Oleg Makarow natomiast, tak jak w poprzednich lotach, pełnił funkcję inżyniera pokładowego. Przed kosmonautami postawiono dwa zasadnicze cele:
- zwolnienie rufowego węzła cumowniczego stacji Salut 6 ( tam był przycumowany statek kosmiczny Sojuz 26, w którym na stację dotarła załoga podstawowa w składzie Jurij Romanienko i Gieorgij Grieczko) dla pierwszego statku transportowego typu Progress,
- przetestowanie na orbicie operacji połączenia trzech pojazdów kosmicznych.
Połączenie Sojuza 27 ze stacją Salut 6 odbyło się bez problemów. Przez 5 dni obie załogi wspólnie wykonywały zaplanowane badania i eksperymenty naukowe. Po przeniesieniu swoich foteli na pokład Sojuza 26 Dżanibekow i Makarow 16 stycznia 1978 odcumowali swój statek i powrócili na Ziemię w odległości ponad 260 km od miasta Celinograd w Kazachstanie.
- „Sojuz T-3”

Start statku Sojuz T-3 do pierwszej od 1971 roku trzyosobowej misji nastąpił 27 listopada 1980. W składzie załogi znaleźli się: dowódca – Leonid Kizim, inżynier pokładowy – Oleg Makarow oraz kosmonauta-badacz – Giennadij Striekałow. Kosmonauci przede wszystkim mieli do zrealizowania zadania związane z remontem i konserwacją stacji kosmicznej Salut 6 oraz kolejne testy nowego pojazdu kosmicznego. Po połączeniu się ze stacją 28 listopada 1980 załoga rozpoczęła wykonywanie programu lotu, w ramach którego m.in. naprawiali systemy: podtrzymywania życia, elektryczny, telemetryczny i paliwowy stacji. 8 grudnia 1980 statek towarowy Progress 11 wyniósł stację na wyższą orbitę. 10 grudnia 1980 kosmonauci powrócili na Ziemię lądując w odległości około 130 km od Dżezkazganu.

## Po opuszczeniu oddziału kosmonautów
W 1987, po opuszczeniu oddziału kosmonautów Makarow powrócił do pracy w biurze konstrukcyjnym. Został zastępcą kierownika jednego z wydziałów Zjednoczenia Naukowo - Produkcyjnego „Energia” (НПО „Энегрия”). Uczestniczył w programach konstruowania i budowy stacji kosmicznej Mir oraz kompleksu Energia – Buran.
Od 1992 (łącząc obowiązki) został docentem na Wydziale Astrofizyki i Badań Kosmicznych Moskiewskiego Instytutu Fizyki i Technologii (МФТИ).
Od 2000 został głównym specjalistą Rosyjskiej Korporacji Kosmicznej „Energia” (dawniej ZNB „Energia”).
Makarow był również przedstawicielem radzieckiego komitetu Międzynarodowego Stowarzyszenia Uczestników Lotów Kosmicznych.
28 maja 2003 zmarł w Moskwie z powodu zawału serca.

## Nagrody i odznaczenia
- tytuł Bohatera Związku Radzieckiego i medal „Złotej Gwiazdy” – dwukrotnie (1973 i 1978)
- Order Lenina – czterokrotnie (1973, 1975, 1978 i 1980)
- medal im. J. A. Gagarina przyznany przez Federację Kosmiczną ZSRR (1978)
- Lotnik Kosmonauta ZSRR
- Universal Astronaut Insignia za lot orbitalny (nr 65, pośmiertnie) – Stowarzyszenie Uczestników Lotów Kosmicznych (Association of Space Explorers(inne języki))[1]
- Universal Astronaut Insignia za lot suborbitalny (nr 12, pośmiertnie) – Stowarzyszenie Uczestników Lotów Kosmicznych (Association of Space Explorers)[1]

## Wykaz lotów
| Loty kosmiczne, w których uczestniczył Oleg G. Makarow                                                           | Loty kosmiczne, w których uczestniczył Oleg G. Makarow | Loty kosmiczne, w których uczestniczył Oleg G. Makarow | Loty kosmiczne, w których uczestniczył Oleg G. Makarow | Loty kosmiczne, w których uczestniczył Oleg G. Makarow | Loty kosmiczne, w których uczestniczył Oleg G. Makarow | Loty kosmiczne, w których uczestniczył Oleg G. Makarow |
| № | Data startu                                            | Statek kosmiczny                                       | Data lądowania                                         | Statek kosmiczny                                       | Funkcja                                                | Czas trwania                                           |
| --- | ------------------------------------------------------ | ------------------------------------------------------ | ------------------------------------------------------ | ------------------------------------------------------ | ------------------------------------------------------ | ------------------------------------------------------ |
| 1 | 27 września 1973                                       | «Sojuz 12»                                             | 29 września 1973                                       | «Sojuz 12»                                             | Inżynier pokładowy                                     | 1 dzień 23 godziny 15 minut i 32 sekundy.              |
| 2 | 5 kwietnia 1975                                        | «Sojuz 18-1»                                           | 5 kwietnia 1975                                        | «Sojuz 18-1»                                           | Inżynier pokładowy                                     | 21 minut i 27 sekund.                                  |
| 3 | 10 stycznia 1978                                       | «Sojuz 27»                                             | 16 stycznia 1978                                       | «Sojuz 26»                                             | Inżynier pokładowy                                     | 5 dni 22 godziny 58 minut i 58 sekund.                 |
| 4 | 27 listopada 1980                                      | « Sojuz T-3»                                           | 10 grudnia 1980                                        | « Sojuz T-3»                                           | Inżynier pokładowy                                     | 12 dni 19 godzin 07 minut i 42 sekundy.                |
| Łączny czas spędzony w kosmosie — 20 dni 17 godzin 22 minuty i 12 sekund (nie wliczono czasu misji Sojuza 18-1). |                                                        |                                                        |                                                        |                                                        |                                                        |                                                        |